# Đầu máy JNR lớp C50
JNR lớp C50 là một dòng đầu máy hơi nước với cấu hình bố trí bánh xe 2-6-0 được chế tạo ở Nhật Bản từ năm 1929 đến năm 1933. Đã có tổng cộng 154 đầu máy lớp C50 được chế tạo và người thiết kế ra mẫu đầu máy này là Shima Hideo. Việc sản xuất đầu máy lớp C50 được chia sẻ giữa Kawasaki Heavy Industries, Kisha Seizo, Nippon Sharyo, Hitachi và Mitsubishi.
5 chiếc đầu máy C50 được chuyển giao cho Cục quản lý Đường sắt Đài Loan và được ký hiệu thành Lớp CT230.

## Hiện vật
Tính đến năm 2014, sáu đầu máy lớp C50 được bảo quản ở Nhật Bản.
- C50 75: Được bảo quản tại Kitashikahama Transport Park ở Adachi, Tokyo
- C50 96: Được bảo quản tại Công viên Koishikawa ở Yaizu, Shizuoka
- C50 103: Được bảo quản tại Bảo tàng Minamisoma ở Minamisoma, Fukushima
- C50 123: Được bảo quản tại Station East Park ở Oyama, Tochigi
- C50 125: Được bảo quản tại Station South Park ở Yanai, Yamaguchi
- C50 154: Được bảo quản tại Công viên Kannonzan ở Kameyama, Mie

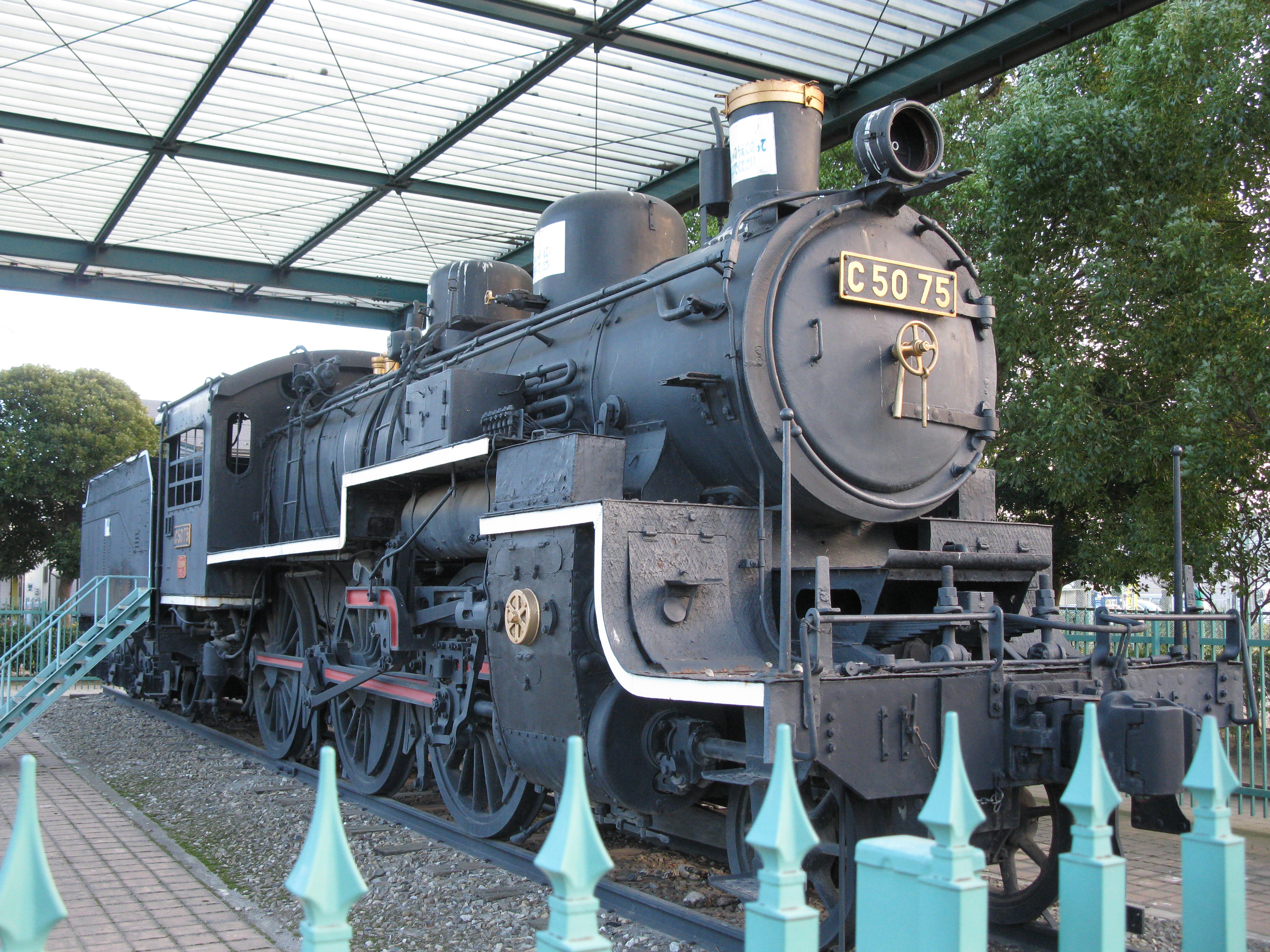
Đầu máy C50 75 đang được bảo quản vào tháng 1 năm 2011
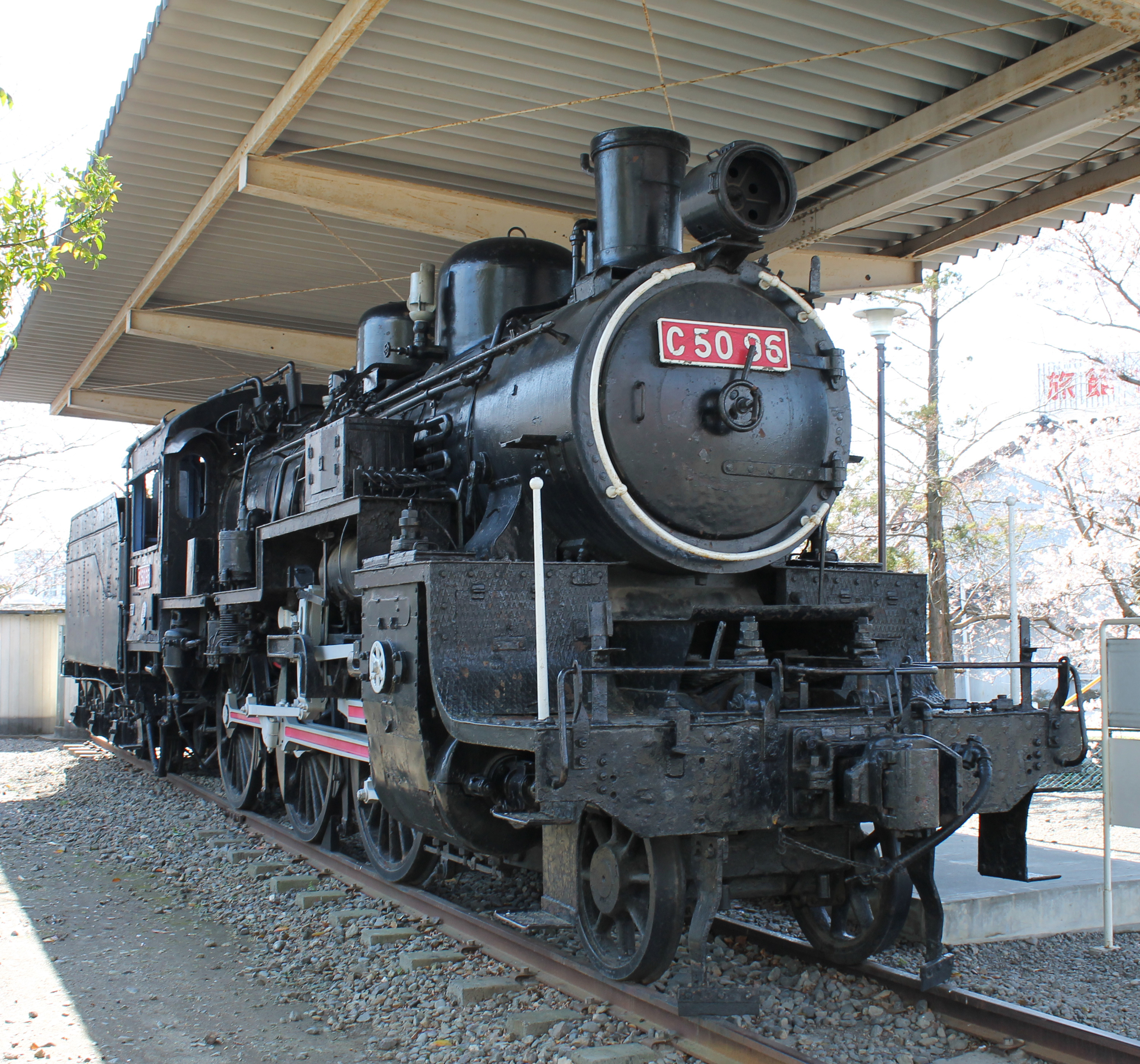
Đầu máy C50 96 đang được bảo quản vào tháng 4 năm 2012
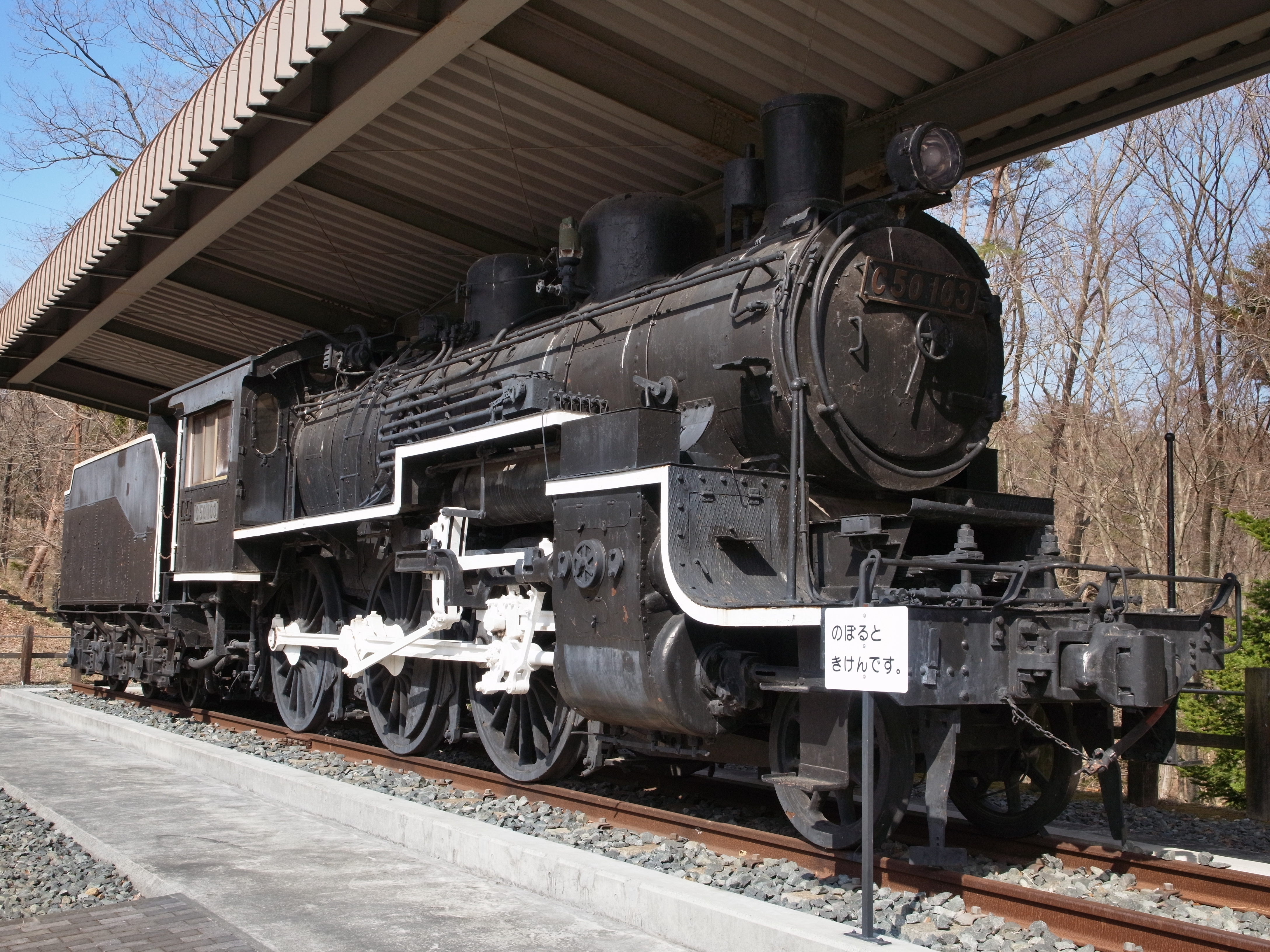
Đầu máy C50 103 đang được bảo quản ở Minamisoma vào tháng 4 năm 2012
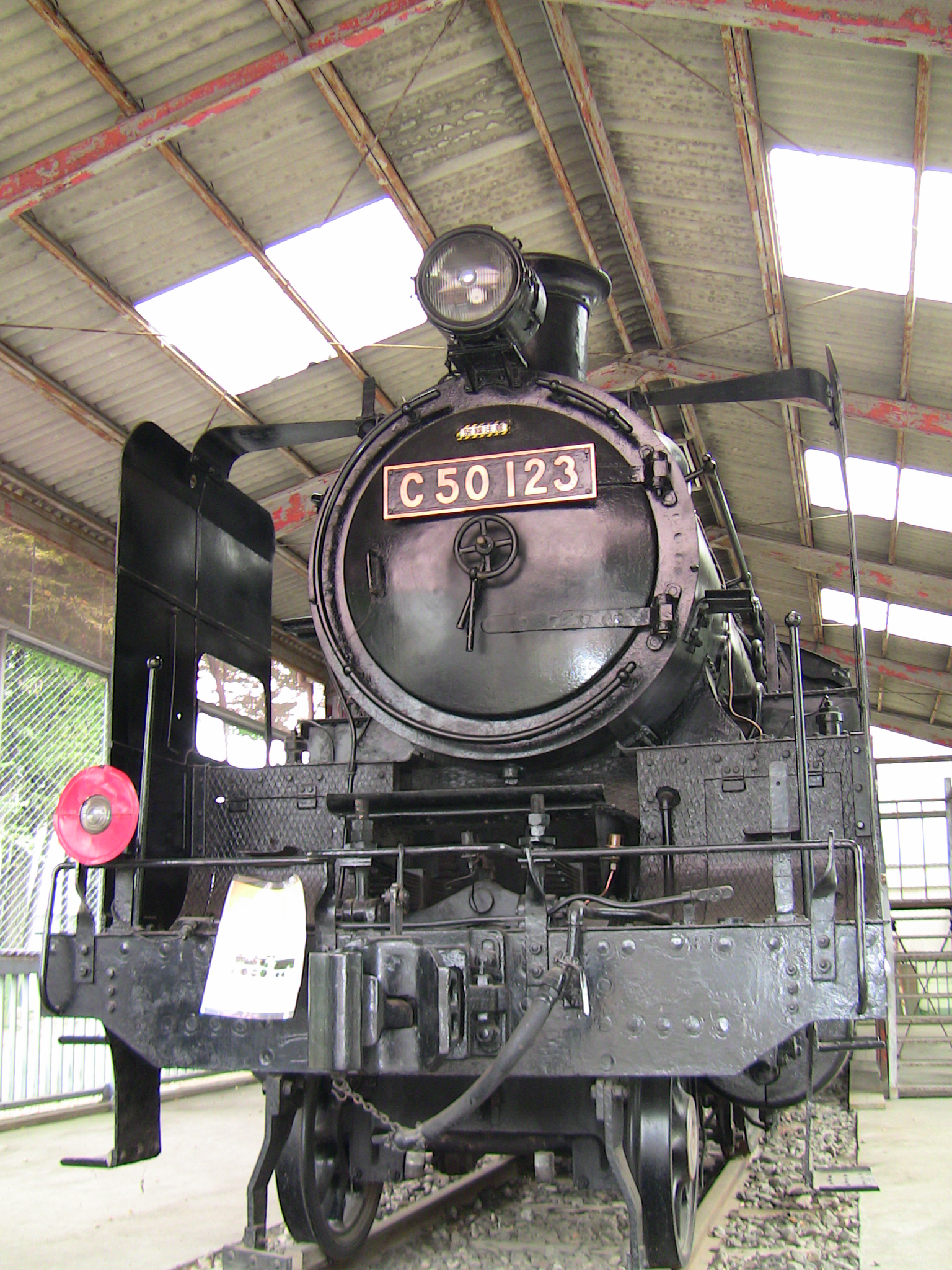
Đầu máy C50 123 đang được bảo quản ở Oyama
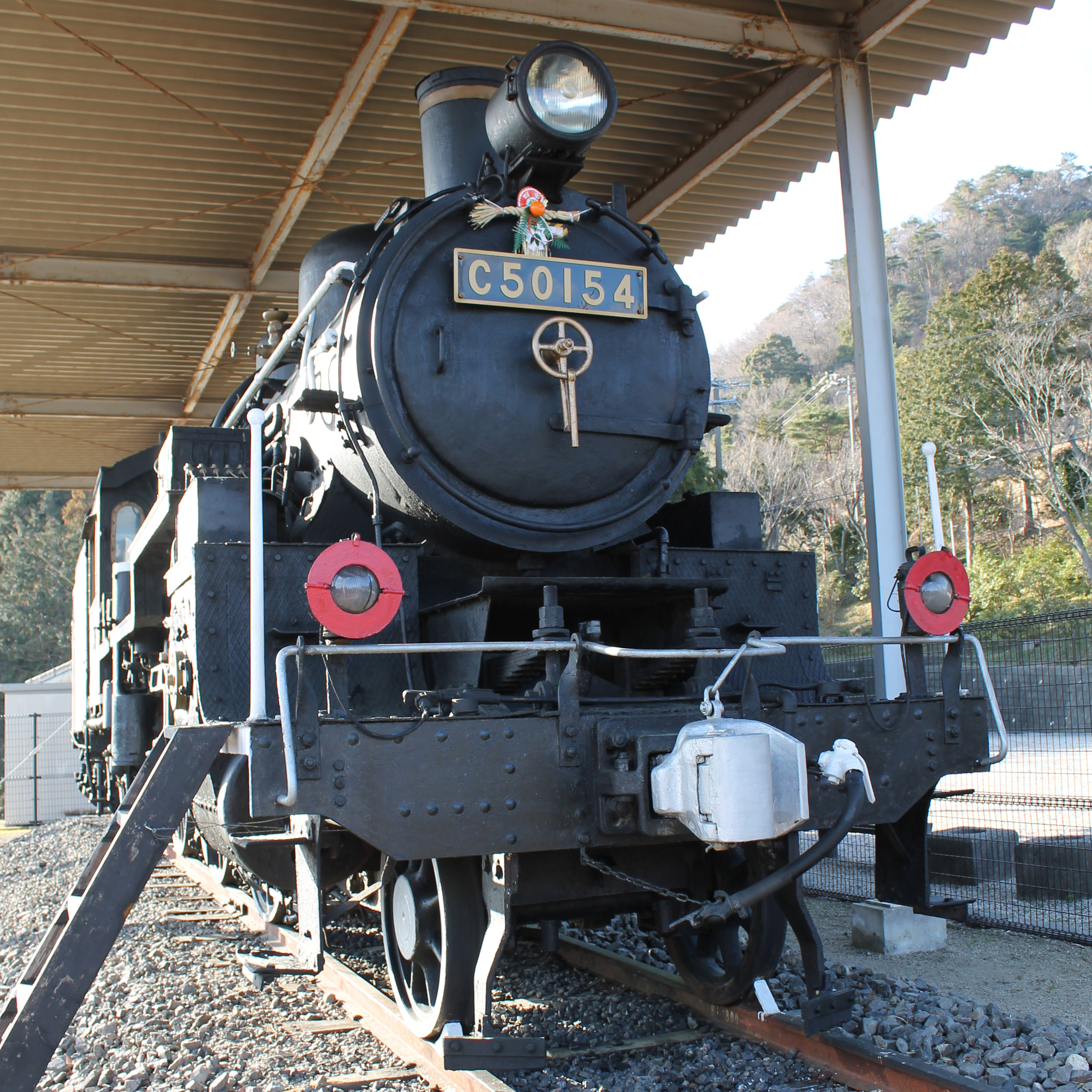
Đầu máy C50 154 đang được bảo quản vào tháng 3 năm 2012